# Fuirena abnormalis
Fuirena abnormalis är en halvgräsart som beskrevs av Charles Baron Clarke. Fuirena abnormalis ingår i släktet Fuirena och familjen halvgräs. Inga underarter finns listade i Catalogue of Life.